# Kieran Lee
Kieran Christopher Lee (sinh ngày 22 tháng 6 năm 1988) là một cầu thủ bóng đá người Anh thi đấu ở vị trí tiền vệ cho câu lạc bộ tại Bolton Wanderers tại League One.

## Danh hiệu
Bolton Wanderers
- Hạng ba EFL League Two (thăng hạng): 2020–21[3][4]
- Cúp EFL: 2022–23[5]

Cá nhân
- Cầu thủ xuất sắc nhất của đội dự bị Denzil Haroun : 2006–07 [6]